# Formalismus
Formalismus (z lat. forma, tvar a formalis, tvarový) znamená zdůrazňování tvaru, podoby či formy, někdy na úkor obsahu. V běžné řeči obvykle znamená přílišné zdůrazňování formalit. V neutrálním významu může znamenat prostě souhrn formálních prostředků určité vědy (například „matematický formalismus“).

## Speciální užití slova
- V matematice je to teorie, která se snažila matematiku založit jen na formálně úplných a bezrozporných axiomatických základech. Možnost realizace takového záměru, prosazovaného D. Hilbertem, zásadně zpochybnily Gödelovy věty o neúplnosti.
- V právu znamená názor, že soudce se má řídit pouze doslovným zněním předpisu.[1]
- Filosof Max Scheler nazýval Kantovu praktickou filosofii formalismem v etice.
- Ve výtvarném umění znamená formalismus zdůraznění výrazových prostředků díla na úkor zobrazovaného, které pak v abstraktním umění zcela ustupuje. Totalitní systémy „formalismus“ tvrdě pronásledovaly, protože takové umění nemůže sloužit propagandě.
- V literární teorii směr, který zkoumá především formální struktury textu. Zvláštní význam měl ruský formalismus.[2]